# Trappistenabtei Achel

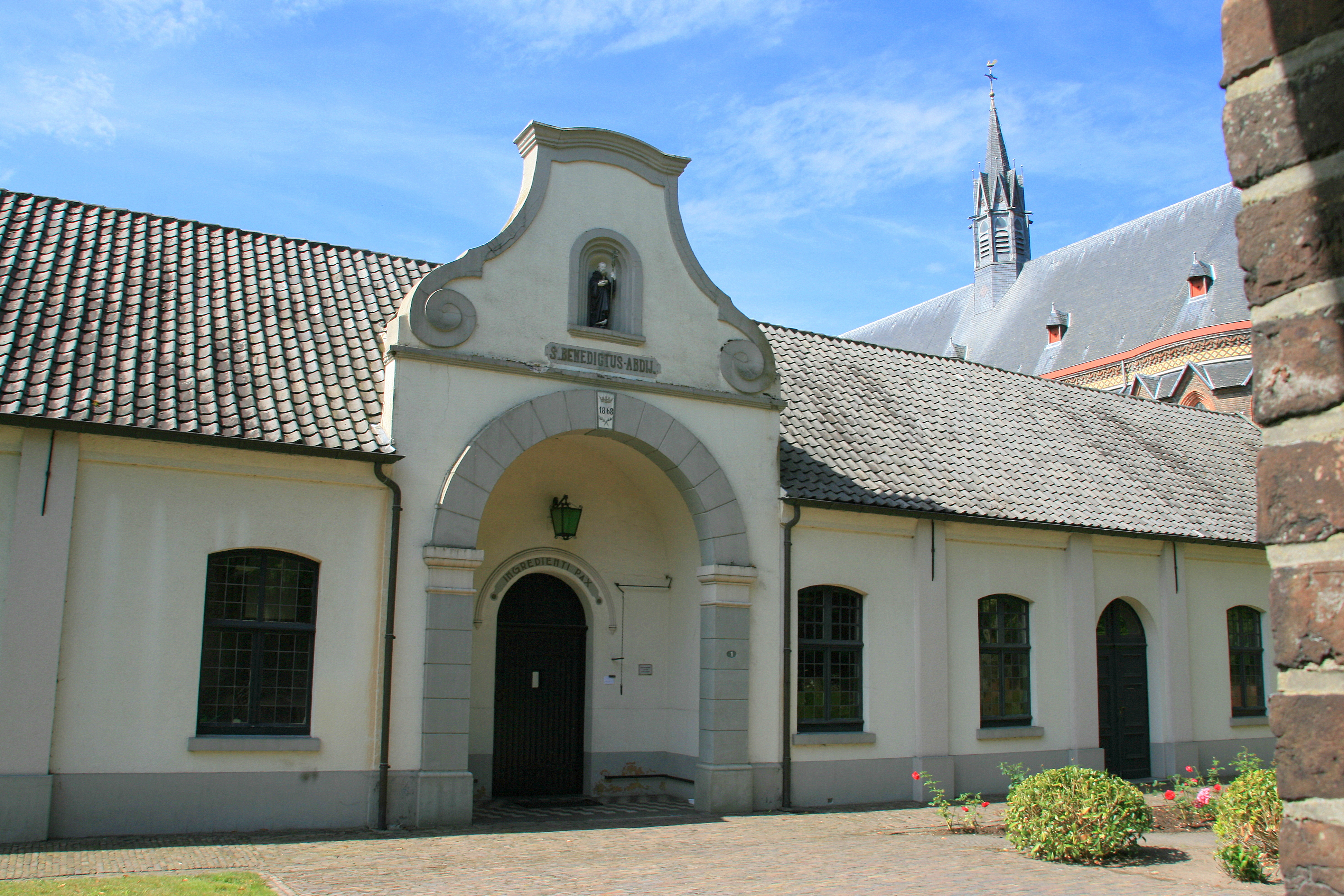
Trappistenabtei Achel (2012)

Die Abtei Achel (offizieller Name: St. Benedictus-Abdij, auch: Achelse Kluis) war von 1844 bis 2011 (2018) ein Kloster der Trappisten in Achel (Provinz Limburg) in Belgien.

## Geschichte
Nördlich Hamont-Achel an der äußersten Grenze zu den Niederlanden (Richtung Valkenswaard und Eindhoven) gab es schon 1656 eine römisch-katholische Kirche für niederländische Katholiken, denen von 1648 bis 1672 in ihrem Land der Gottesdienstbesuch verboten war. 1686 wurden die Mittel zur Errichtung einer Einsiedelei (St. Josef) gestiftet. Seitdem war der Ort bekannt als „Achelse Kluis“ (Acheler Klause). Der Konvent, der ab 1731 nach der Benediktsregel lebte, wurde 1796 durch die Französische Revolution aufgelöst.
1846 gründete die belgische Trappistenabtei Westmalle in der Acheler Klause ein Tochterkloster in Form eines Priorats, das 1871 zur Abtei erhoben wurde und den Namen Sankt Benedikt trug. 1885 baute der Architekt Pierre Cuypers eine neugotische Abteikirche. 1917 und 1943 mussten die Mönche ihr Kloster vor den deutschen Invasoren räumen. 1946 wurde ein neues Klostergebäude errichtet, mit einer neuen Kirche, die 1998 noch mit einer großen Orgel ausgestattet wurde. 1998 wurde mithilfe von Trappisten aus Westmalle und Rochefort die 1917 zerstörte Klosterbrauerei wieder eröffnet, um die wirtschaftliche Existenz der Abtei zu sichern. 2011 wurde die auf wenige Mönche geschrumpfte Abtei aufgelöst und der Konvent Westmalle unterstellt. Das Kloster wurde bis 2018 von Westmalle verwaltet. Seit 2018 beherbergt es eine Gemeinschaft der Fazenda da Esperança.

### Tochtergründungen
- 1883: Echt (Niederlande)
- 1883: Diepenveen (Niederlande)
- 1887: Abtei Rochefort (Belgien)
- 1958: Kloster Kasanza (Zaïre)
- 1966: Kloster Myrendal (Dänemark)
- 1970: (Gründungshilfe) Trappistinnenpriorat Klaarland, zuerst in Hasselt (Belgien), seit 1975 in Lozen, Bocholt (Belgien)

### Obere (Auswahl)
- 1846–1868:  Joseph-Marie de Moock
- 1868–1880: Bonaventure Hoes (1810–1880)
- 1880–1882: Augustinus Schaapen (1816–1882)
- 1891–1912: Malachias Verstraaten (1843–1913)
- 1920–1927: Vitalis Klinski (1886–1966)
- 1952–1965: Gabriël van de Moosdijk (1886–1981)
- 1995–2006: Marc Gallant (1928–2018)
- Prior Gaby

### Prominente Mönche von Achel
- Franziskus Janssens (1881–1950), Generalabt des Zisterzienserordens 1927–1936, Eintritt in Achel 1901
- Vincent Hermans (1907–1993), Generalprokurator des Trappistenordens 1967–1977